# Rosa María Seoane López
Rosa María Seoane López (5 de octubre de 1972) es una abogada del Estado española que ha tenido varias responsabilidades en la administración española. En diciembre de 2018 fue nombrada coordinadora de la acusación en el juicio a los líderes del proceso independentista catalán.

## Trayectoria
Licenciada en Derecho por la Universidad Complutense de Madrid, ha hecho su carrera en la Abogacía del Estado. Entre el 2000 y el 2003 fue abogada del Estado de Huesca y del 2003 al 2005 coordinó la Abogacía del Estado de la Comunidad de Madrid. De 2012 a 2015 trabajó en la Agencia Estatal de la Administración Tributaria como subdirectora General de Asuntos Consultivos y Contenciosos del Servicio Jurídico. También ha sido coordinadora de convenios de asistencia jurídica con Acuamed y la Comisión Nacional de la Energía.
Seoane ha tenido varios cargos en la Abogacía del Estado. Fue responsable de este organismo en la Comunidad de Madrid entre el 2015 y el 2017 y también representó la institución a la Audiencia Nacional. Fue subdirectora general de asuntos consultivos y contenciosos del servicio jurídico de la Agencia Estatal de Administración Tributaria, desde donde se persiguen la mayoría de los delitos contra Hacienda. Fue Secretaria General de Adif hasta diciembre de 2018, accediendo  a dicho cargo de la mano de Juan Bravo, el entonces presidente de Adif, durante la segunda legislatura de Mariano Rajoy.
En diciembre de 2018 la directora de servicio jurídico del estado, Consuelo Castro, sustituyó a Edmundo Bal por Rosa María Seoane, que en aquel momento era Secretaria General de Adif, como representante de la Abogacía del Estado en la causa del "Proceso". La sustitución se produjo después de que Bal expresara su disconformidad con las instrucciones recibidas de acusar a los exresponsables del Gobierno de la Generalidad de Cataluña de sedición, siendo su voluntad acusarlos de rebelión, lo que comporta la petición de más años de privación de libertad.